# Конфлікт у Червоному морі
Криза в Червоному морі почалася 19 жовтня 2023 року, коли єменський рух хуситів здійснив серію атак, націлених на південь Ізраїлю та кораблі в Червоному морі, які, як він стверджував, були пов’язані з Ізраїлем.
Під час війни між Ізраїлем і ХАМАС у 2023 році рух хуситів у Ємені, об’єднаний із Хамас, здійснив напади на Ізраїль. Вони використовували ракети та безпілотні літальні апарати (БПЛА), деякі з яких були перехоплені Армією оборони Ізраїлю над Червоним морем за допомогою системи протиракетної оборони «Arrow» (ще одна ракета була перехоплена в космосі, що зробило це першим випадком космічної війни в історії). за словами ізраїльських офіційних осіб); інші не досягли своїх цілей або були перехоплені ВМС США, ВМС Франції та ВПС Ізраїлю.
Вони також обстрілювали торговельні судна різних країн у Червоному морі біля узбережжя Ємену, у протоці Баб-ель-Мандеб, вузькій точці світової економіки, що прискорило проведення під проводом США операції «Вартовий процвітання».
Військовий представник хуситів Ях'я Сареа оголосив, що будь-яке судно, призначене для Ізраїлю, є «законною ціллю» (кораблі, не призначені для Ізраїлю, також стають цілями) і що вони не зупиняться, доки сектор Газа не буде забезпечений продовольством і медикаментами.

## Передумови

Території, контрольовані хуситським рухом, виділені зеленим кольором

Рух хуситів — шиїтська бойова організація, яка контролює північний Ємен і підтримується та фінансується Іраном; повідомляється, що він служить проксі Ірану в регіональних війнах. У серпні 2018 року в документі Організації Об’єднаних Націй було виявлено, що рух також підтримується та фінансується Північною Кореєю через Сирію після зустрічі між членом Хуситов та представником північнокорейського уряду. Гасло руху: «Бог найбільший, смерть Америці, смерть Ізраїлю, прокляття євреїв , перемога ісламу».
Після початку війни між Ізраїлем і ХАМАС у 2023 році підтримувані Іраном групи бойовиків на Близькому Сході, включаючи хуситів, висловили підтримку палестинцям і погрожували напасти на Ізраїль. Лідер хуситів Абдул-Малік аль-Хуті застеріг Сполучені Штати від втручання, погрожуючи у відповідь безпілотниками та ракетами.

## Події

### Жовтень 2023
19 жовтня 2023 року офіційні особи США заявили, що есмінець ВМС США USS  Carney збив три крилаті ракети та кілька безпілотників, які прямували в бік Ізраїлю, запущені хуситами в Ємені. Це була перша акція американських військових на захист Ізраїлю з початку війни. Пізніше повідомлялося, що корабель збив чотири крилаті ракети та 15 безпілотників. Повідомляється, що ще одну ракету перехопила Саудівська Аравія.
27 жовтня 2023 року з південної частини Червоного моря в північному напрямку було випущено дві ракети. За словами представників Армії оборони Ізраїлю (ЦАХАЛ), їх метою був Ізраїль, але вони не перетинали кордон з Єгипту. З двох безпілотників один впав і врізався в будівлю поруч із лікарнею в Табі, Єгипет, поранивши шестеро; інший був збитий біля електростанції поблизу міста Нувейба, Єгипет. Пізніше офіційний представник Хуситів зробив однослівний пост у Twitter після падіння дрона в Табі, згадавши сусіднє ізраїльське місто Ейлат.
31 жовтня в Ейлаті, кібуці Ейлот і в районі промислового парку Шахорит була оголошена тривога щодо проникнення ворожої авіації з Червоного моря. Літак успішно перехопили над Червоним морем. Система Arrow перехопила балістичну ракету, а ВПС перехопили кілька крилатих ракет, випущених з Червоного моря в бік Ейлата. Відповідальність за запуски взяли на себе хусити. Одна крилата ракета була збита реактивним літаком F-35i Adir. Збиття ракети Arrow знаменує собою перший випадок, коли вона була використана у війні Ізраїлю та ХАМАС. За словами ізраїльських офіційних осіб, перехоплення відбулося над атмосферою Землі над пустелею Негев, що робить його першим випадком космічної війни в історії.

### листопад 2023
1 листопада о 0:45 ЦАХАЛ перехопив повітряну загрозу з боку Ємену та виявив її на південь від Ейлата. Американський безпілотник MQ-9 Reaper був збитий біля узбережжя Ємену силами ППО Хуситів 8 листопада; Раніше Пентагон заявив, що безпілотники MQ-9 літали над Газою для збору розвідувальної інформації, щоб допомогти у спробах порятунку заручників. 9 листопада хусити випустили ракету в бік міста Ейлат. Ракета була перехоплена ракетою «Arrow 3», що стало першим випадком її використання для перехоплення.
14 листопада хусити випустили численні ракети, одна з яких була спрямована в бік міста Ейлат. За словами ізраїльських офіційних осіб, ракета була перехоплена ракетою Arrow. Наступного дня офіційні особи США заявили, що USS  Thomas Hudner збив дрон, випущений з Ємену, який прямував до нього. 22 листопада хусити випустили крилату ракету в бік міста Ейлат. Ізраїльські офіційні особи заявили, що ракета була успішно збита F-35. 23 листопада 2023 року офіційні особи США заявили, що есмінець USS Thomas Hudner збив кілька ударних безпілотників, запущених з Ємену.
29 листопада 2023 року офіційні особи США заявили, що есмінець ВМС США USS Carney збив безпілотник Houthi KAS-04, коли есмінець наблизився до протоки Баб-ель-Мандеб. 30 листопада 2023 року саудівські ЗМІ повідомили, що ізраїльський авіаудар спричинив вибух на складі зброї хуситів у Сані, столиці Ємену. Представники хуті спростували цю інформацію, заявивши, що натомість вдарили по АЗС. Член політичного бюро хуситів Хезам аль-Асад заявив, що вибух стався через залишки бомби, що залишилася від громадянської війни в Ємені.

### грудень 2023
6 грудня 2023 року рух Хуситів запустив кілька балістичних ракет по ізраїльських військових постах в Ейлаті. Того ж дня USS Mason збив безпілотник, запущений з Ємену. Не було чітких вказівок на те, що саме було його метою.
10 грудня 2023 року фрегат ВМС Франції «Лангедок», який діяв у Червоному морі, перехопив два безпілотники, запущені з Ходейда, порту який контролюють хусити. Повідомляється, що ВМС США збили 14 безпілотників 16 грудня 2023 року, тоді як єгипетські сили протиповітряної оборони перехопили об'єкт, що летів поблизу Дахаба.
18 грудня 2023 року ВМС Індії розмістили есмінець INS Kolkata в Аденській затоці для безпеки на морі. Есмінець INS Kochi вже був розгорнутий у регіоні для протидії сомалійським піратам, хоча уряд Індії зберігає мовчання щодо його участі в операції Prosperity Guardian.
26 грудня 2023 року хусити заявили, що здійснили атаки з безпілотників на Ейлат та інші частини Ізраїлю. США збили 12 безпілотників і п’ять випущених ними ракет, і ЦАХАЛ заявив, що вони також збили снаряд, запущений з Ємену, націлений на Ізраїль, над Червоним морем, біля узбережжя Синайського півострова.

### січень 2024

Мапа авіаударів

4 січня 2024 року лише через кілька годин після попередження хусити запустили безпілотний надводний апарат у бік ВМС США та комерційних суден, але він вибухнув на відстані більше 1 морської милі (1,9 км) від кораблів.
7 січня рух хуситів заявив, що атаки у відповідь на ВМС США триватимуть, якщо США не передадуть військовослужбовців ВМС, які вбили 10 членів штурмового катера хуситів, щоб постати перед судом у Ємені.
10 січня хуси розпочали широкомасштабну атаку на USS Dwight D. Eisenhower, USS Gravely, USS Laboon, USS Mason і HMS Diamond, під час якої було запущено щонайменше 21 БПЛА та ракети.
12 січня США та Велика Британія завдали авіаударів по більш ніж дюжині цілей хуситів у Ємені за підтримки багатьох інших країн лише через кілька годин після того, як лідер угруповання пообіцяв, що будь-який американський напад на його сили «не залишиться без відповіді». Ці удари були першими ударами по цілях хуситів у Ємені з початку кризи в Червоному морі. За словами Ях'ї Сарі, 73 удари завдали по п'яти регіонам Ємену, убивши п'ятьох бойовиків-хуситів і поранивши ще шестеро.

### Травень 2025
4 травня 2025 року міжнародний аеропорт Бен-Гуріон у Тель-Авіві приблизно на годину призупинив роботу після того, як поряд з ним вибухнула випущена хуситами балістична ракета.
6 травня 2025 року США та єменські хусити досягли угоди про припинення вогню за посередництва Оману, президент США Дональд Трамп заявив, що хусити повідомили США, що вони більше не завдаватимуть ударів по морським судам, і тому США припинять зі свого боку удари по цілям хуситів.

## Напади на судноплавство в Червоному морі та Індійському океані (2023–2024)
19 листопада хусити заявили про намір атакувати будь-які ізраїльські судна в Червоному морі — як з прапором Ізраїлю, так і з тими, що належать або експлуатуються ізраїльськими компаніями. 19 листопада хусити здійснили захоплення вантажного судна "Galaxy Leader" у Червоному морі
25 листопада в Аравійському морі (у міжнародних водах) зазнав нападу контейнеровоз Symi, що йшов під мальтійським прапором з Джабаль-Алі в Даммам. Судно використовує за умов лізингу компанія CMA CGM, але належить воно компанії Eastern Pacific Shipping, зареєстрованої в Сінгапурі, яку контролює ізраїльський мільярдер Ідан Офер. Імовірно, для нападу використали іранський безпілотник Shahed-136. Безпілотник вибухнув, викликавши пожежу та завдавши шкоди судну, проте ніхто з екіпажу не постраждав.

## Реакція

### Ізраїль та Єгипет
У промові на виробничій експозиції після інциденту 27 жовтня президент Єгипту Абдель Фаттах ас-Сісі закликав усі сторони у війні Ізраїль – ХАМАС поважати суверенітет Єгипту та підкреслив, що єгипетська армія здатна захистити країну у разі будь-яких інших атак.
На початку грудня 2023 року Ізраїль закликав західних союзників відповісти на загрози морському судноплавству з боку хуситів; Радник із національної безпеки Ізраїлю Цахі Ханегбі заявив, що якщо погрози триватимуть, «ми діятимемо, щоб зняти цю блокаду».

### Відповідь хуті
25 січня 2024 року Абдул-Малік аль-Хуті заявив: «Наша битва спрямована на підтримку палестинського народу і не має інших цілей», і сказав, що операції Хусі припиняться, коли їжа та медикаменти досягнуть усієї Гази.  30 січня командир хуситів Мохамед аль-Атіфі заявив: «Ми готові до довготривалої конфронтації з силами тиранії».  Речник Хусі заявив 4 лютого 2024 року: «Коли світ був стривожений кривавістю того, що відбувається проти палестинського народу, Вашингтон не соромився заперечувати факт геноциду. Кожен, хто може це зробити, може легко заперечити зв’язок між тим, що відбувається в Червоному морі та Газі».